# رامانا ماهارشی
رامانا ماهارشی (زاده ۳۰ دسامبر ۱۸۷۹ - درگذشته ۱۴ آوریل ۱۹۵۰) قدّیس هندو و جیوان موکتا (وجود وارسته) بود.
وی با نام ونتاکارامن ایر زاده شد، اما بیشتر به نام باگوان شری رامانا ماهارشی شناخته می‌شود.
رامانا ماهارشی در روستای تیروچولیر در تامیل نادوی هند به دنیا آمد. در ۱۸۸۵ کششی به سوی تپهٔ مقدس آروناچالا در وجودش برانگیخته شد، در ۱۸۸۶، زمانی که ۱۶ سال سن داشت، "تجربهٔ مرگ" را از سر گذراند، به واسطه این تجربه از نیرو (اَوِسام) یا جریانی آگاه شد که خودش آن را من یا خود می‌دانست و پسان‌تر آن را خدای شخصی یا ایشوارا که همان شیوا است می‌خوانید. این تجربه منجر به وضعیتی در او شد که خودش آن را "حالت ذهنی "ایشوارا یا جنانی توصیف می‌کرد". شش هفته بعد خانه عمویش در مادورای را ترک گفت، به کوه مقدس آروناچالا در تیرون‌ناملائی رفت و تا آخر عمر همان‌جا ماند.
مریدانش که او را اوتار قلمداد می‌کردند نزد او می‌آمدند، سال‌ها بعد در اطراف او آشرامی شکل گرفت، جایی که مراجعین در سکوت گرد رامانا می‌نشستند، سؤال می‌پرسیدند و راهنمایی دریافت می‌کردند. از دهه ۱۹۳۰ میلادی آموزه‌هایش در اروپا رواج یافته است که منجر به شناخت جهانیان از او به عنوان یک «وجود روشنیده» شد.
رامانا ماهارشی راه و روش‌های زیادی توصیه می‌کرد، اما بیشتر بر تفحص خود به عنوان اصلی‌ترین وسیله جهت از میان بردن جهل و اسکان در خودآگاهی، به همراه تسلیم شدن به خود یا باکتی (تسلیم و اخلاص) تأکید می‌کرد.

## سفارشات معنوی

#### تفحّص خود
ویچارا، «تفحّص خود»، همچنین آتما ویچار یا جنانا ویچارا نیز خوانده می‌شود، توجه مداوم به آگاهی درونی‌یِ «من» یا «من استم» است. رامانا ماهارشی مکرراً آن را به عنوان سرراست‌ترین و موثّرترین روش شناحت خودآگاهی، در پاسخ به پرسش‌هایی که دربارهٔ رهایی خود و متون کلاسیک یوگا و ودانتا پرسیده می‌شد پیشنهاد می‌کرد.

## سرچشمه
1. ↑  مشارکت‌گران ویکی‌پدیای انگلیسی. "Tiruvannamalai".